# Prima Lega 1935-1936 (calcio)
La Prima Lega 1935-1936, campionato svizzero di seconda serie, fu il terzo torneo con questa denominazione ed il 35° equivalente alla seconda serie svizzera. Vincitore fu il FC Lucerna  che ottenne la promozione in Lega Nazionale.

## Gruppo ovest

### Profili
| Club               | Rosa     | Città      | Stadio                         | Stagione 1934-1935                             |
| ------------------ | -------- | ---------- | ------------------------------ | ---------------------------------------------- |
| Cantonal Neuchâtel | dettagli | Neuchâtel  | Stade de la Maladière          | 5ª nel gruppo ovest della Prima Lega 1934-1935 |
| Étoile Carouge     | dettagli | Carouge    | Stade de la Fontenette         | 14ª in Lega Nazionale (retrocessa)             |
| Friburgo           | dettagli | Friburgo   | Stade Saint-Léonard            | 7ª nel gruppo ovest della Prima Lega 1934-1935 |
| Grenchen           | dettagli | Grenchen   | Stadion Brühl                  | 2ª nel gruppo ovest della Prima Lega 1934-1935 |
| Monthey            | dettagli | Monthey    | Stade Municipal de Monthey     | 7ª nel gruppo ovest della Prima Lega 1934-1935 |
| Montreux-Sports    | dettagli | Montreux   | Stade de Chailly               | 3ª nel gruppo ovest della Prima Lega 1934-1935 |
| Olten              | dettagli | Olten      | Kleinholz                      | 3ª nel gruppo ovest della Prima Lega 1934-1935 |
| Porrentruy         | dettagli | Porrentruy | Stade du Tirage                | Seconda Lega 1934-1935 (neopromossa)           |
| Racing Losanna     | dettagli | Losanna    | Stade de la Pontaise           | 7ª nel gruppo ovest della Prima Lega 1934-1935 |
| Soletta            | dettagli | Soletta    | Stadion Fussballclub Solothurn | 5ª nel gruppo ovest della Prima Lega 1934-1935 |
| Urania Ginevra     | dettagli | Ginevra    | Stade de Frontenex             | 7ª nel gruppo ovest della Prima Lega 1934-1935 |
| Vevey              | dettagli | Vevey      | Stade de Copet                 | Seconda Lega 1934-1935 (neopromossa)           |

### Classifica finale
|  | Pos. | Squadra            | Pt | G  | V  | N | P  | GF | GS | DR  |
|  | ---- | ------------------ | -- | -- | -- | - | -- | -- | -- | --- |
|  | 1.   | Grenchen           | 35 | 22 | 16 | 3 | 3  | 74 | 26 | +48 |
|  | 2.   | Soletta            | 32 | 22 | 14 | 4 | 4  | 63 | 35 | +28 |
|  | 3.   | Vevey              | 29 | 22 | 13 | 3 | 6  | 69 | 52 | +17 |
|  | 4.   | Montreux-Sports    | 29 | 22 | 13 | 3 | 6  | 54 | 42 | +12 |
|  | 5.   | Cantonal Neuchâtel | 27 | 22 | 13 | 1 | 8  | 69 | 41 | +28 |
|  | 6.   | Friburgo           | 21 | 22 | 10 | 1 | 11 | 37 | 37 | +0  |
|  | 7.   | Monthey            | 20 | 22 | 9  | 2 | 11 | 44 | 60 | -16 |
|  | 8.   | Urania Ginevra     | 18 | 22 | 7  | 4 | 11 | 36 | 52 | -16 |
|  | 9.   | Olten              | 17 | 22 | 6  | 5 | 11 | 45 | 46 | -1  |
|  | 10.  | Porrentruy         | 16 | 22 | 6  | 4 | 12 | 47 | 57 | -10 |
|  | 11.  | Racing Losanna     | 13 | 22 | 5  | 3 | 14 | 32 | 72 | -40 |
|  | 12.  | Étoile Carouge     | 7  | 22 | 3  | 1 | 18 | 20 | 72 | -52 |

Legenda:

      Ammesso allo spareggio promozione.
      Retrocesse in Seconda Lega 1936-1937.
Note:

Due punti a vittoria, uno a pareggio, zero a sconfitta.

### Tabellone
|                    | CAN | ETO | FRI | GRE | MTY | MTS | OLT | POR | RAC  | SOL | URA | VEV  |
| Cantonal Neuchâtel |     | 7-0 | 3-0 | 5-0 | 3-2 | 4-1 | 1-1 | 2-1 | 5-0  | 0-1 | 3-0 | 3-5  |
| Étoile Carouge     | 1-4 |     | 1-2 | 2-2 | 1-3 | 0-2 | 3-1 | 1-0 | 1-3  | 0-4 | 3-2 | 1-10 |
| Friburgo           | 5-1 | 2-0 |     | 0-3 | 2-3 | 1-1 | 4-1 | 3-1 | 1-2  | 3-0 | 2-3 | 2-1  |
| Grenchen           | 4-3 | 4-0 | 2-0 |     | 6-1 | 4-0 | 0-0 | 4-0 | 13-0 | 1-3 | 3-0 | 6-2  |
| Monthey            | 3-2 | 2-1 | 3-2 | 1-2 |     | 2-3 | 2-7 | 4-1 | 3-1  | 0-1 | 3-1 | 0-0  |
| Montreux           | 1-0 | 3-0 | 2-0 | 3-3 | 4-3 |     | 2-0 | 2-1 | 5-0  | 4-1 | 5-0 | 1-2  |
| Olten              | 2-5 | 3-2 | 1-2 | 1-2 | 1-0 | 3-5 |     | 1-3 | 1-3  | 1-4 | 0-0 | 7-2  |
| Porrentruy         | 3-7 | 4-0 | 2-1 | 1-4 | 2-2 | 7-4 | 4-3 |     | 8-0  | 0-3 | 2-2 | 2-3  |
| Racing             | 2-3 | 3-0 | 0-1 | 0-5 | 2-4 | 1-1 | 0-3 | 8-1 |      | 1-1 | 1-3 | 2-2  |
| Soletta            | 2-1 | 4-2 | 2-1 | 0-2 | 9-1 | 6-1 | 0-0 | 1-1 | 6-2  |     | 4-2 | 7-4  |
| Urania             | 1-4 | 1-0 | 4-2 | 2-3 | 2-0 | 1-3 | 2-2 | 2-1 | 4-2  | 2-2 |     | 2-5  |
| Vevey              | 6-3 | 6-1 | 0-2 | 2-1 | 7-2 | 3-1 | 0-6 | 1-1 | 1-0  | 5-2 | 2-0 |      |

## Gruppo est

### Profili
| Club                | Rosa     | Città       | Stadio                 | Stagione 1934-1935                            |
| ------------------- | -------- | ----------- | ---------------------- | --------------------------------------------- |
| Blue Stars Zurigo   | dettagli | Zurigo      | Stadion Hardhof        | 8ª nel gruppo est della Prima Lega 1934-1935  |
| Brühl               | dettagli | San Gallo   | Paul-Grüninger-Stadion | 3ª nel gruppo est della Prima Lega 1934-1935  |
| Chiasso             | dettagli | Chiasso     | Stadio Comunale        | 6ª nel gruppo est della Prima Lega 1934-1935  |
| Concordia Basilea   | dettagli | Basilea     | Stadion Schützenmatte  | 13ª in Lega Nazionale 1934-1935 (retrocessa)  |
| SCI Juventus Zurigo | dettagli | Zurigo      | Utogrund               | 9ª nel gruppo est della Prima Lega 1934-1935  |
| Kreuzlingen         | dettagli | Kreuzlingen | Burgerfeld             | 4ª nel gruppo est della Prima Lega 1934-1935  |
| Lucerna             | dettagli | Lucerna     | Stadion Allmend        | 2ª nel gruppo est della Prima Lega 1934-1935  |
| Oerlikon            | dettagli | Oerlikon    | ???                    | Seconda Lega 1934-1935 (neopromossa)          |
| Sciaffusa           | dettagli | Sciaffusa   | Stadion Breite         | 5ª nel gruppo est della Prima Lega 1934-1935  |
| Seebach             | dettagli | Seebach     | Stadion Deggendorf     | 7ª nel gruppo est della Prima Lega 1934-1935  |
| Winterthur          | dettagli | Winterthur  | Stadion Schützenwiese  | Seconda Lega 1934-1935 (neopromossa)          |
| Zurigo              | dettagli | Zurigo      | Stadio Letzigrund      | 10ª nel gruppo est della Prima Lega 1934-1935 |

### Classifica finale
|  | Pos. | Squadra             | Pt | G  | V  | N | P  | GF | GS | DR  |
|  | ---- | ------------------- | -- | -- | -- | - | -- | -- | -- | --- |
|  | 1.   | Lucerna             | 29 | 22 | 10 | 9 | 3  | 45 | 27 | +18 |
|  | 2.   | SCI Juventus Zurigo | 27 | 22 | 11 | 5 | 6  | 51 | 44 | +7  |
|  | 3.   | Brühl               | 24 | 22 | 9  | 6 | 7  | 41 | 33 | +8  |
|  | 4.   | Chiasso             | 23 | 22 | 9  | 5 | 8  | 51 | 45 | +6  |
|  | 5.   | Oerlikon            | 23 | 22 | 10 | 3 | 9  | 51 | 52 | -1  |
|  | 6.   | Kreuzlingen         | 22 | 22 | 9  | 4 | 9  | 46 | 46 | +0  |
|  | 7.   | Winterthur          | 21 | 22 | 8  | 5 | 9  | 33 | 33 | +0  |
|  | 8.   | Blue Stars Zurigo   | 21 | 22 | 8  | 5 | 9  | 36 | 44 | -8  |
|  | 9.   | Zurigo              | 19 | 22 | 8  | 3 | 11 | 35 | 45 | -10 |
|  | 10.  | Concordia Basilea   | 19 | 22 | 8  | 3 | 11 | 33 | 50 | -17 |
|  | 11.  | Sciaffusa           | 18 | 22 | 5  | 8 | 9  | 38 | 35 | +3  |
|  | 12.  | Seebach             | 18 | 22 | 5  | 8 | 9  | 35 | 33 | +2  |

Legenda:

      Ammesso allo spareggio promozione.
      Retrocessa in Seconda Lega 1935-1936.
Due punti a vittoria, uno a pareggio, zero a sconfitta.

## Spareggio per la retrocessione
Questo spareggio si è reso necessario in seguito della rinuncia dell'Old Boys di Basilea, vincitore del campionato di Seconda Lega, a partecipare al campionato di Prima Lega.
|           | Risultato |           | Luogo e data              |  |
| --------- | --------- | --------- | ------------------------- |  |
| Sciaffusa | 0 - 0     | Seebach   | Sciaffusa, 16 agosto 1936 |  |
| Seebach   | 1 - 2     | Sciaffusa | Zurigo, 23 agosto 1936    |  |
|           |           |           |                           |  |

### Tabellone
|             | BLS | BRU | CHI | CON | JUV | KRE | LUC | OER | SCI | SEE | WIN | ZUR |
| Blue Stars  |     | 2-1 | 2-1 | 1-1 | 2-3 | 2-1 | 0-0 | 1-2 | 0-0 | 3-2 | 2-2 | 1-4 |
| Brühl       | 4-0 |     | 2-2 | 3-1 | 5-1 | 1-1 | 0-2 | 3-3 | 3-1 | 2-2 | 2-2 | 1-1 |
| Chiasso     | 8-2 | 0-2 |     | 1-2 | 4-3 | 2-1 | 2-2 | 4-0 | 2-1 | 5-2 | 3-1 | 2-1 |
| Concordia   | 2-1 | 2-3 | 1-0 |     | 1-2 | 0-4 | 2-2 | 4-3 | 1-0 | 0-1 | 3-2 | 0-1 |
| Juventus    | 3-2 | 2-1 | 2-2 | 1-6 |     | 5-1 | 1-1 | 1-4 | 6-3 | 1-1 | 0-1 | 2-3 |
| Kreuzlingen | 0-4 | 2-1 | 4-2 | 1-1 | 1-5 |     | 4-2 | 1-2 | 1-0 | 3-2 | 0-2 | 6-2 |
| Lucerna     | 3-1 | 0-1 | 2-2 | 1-0 | 2-3 | 7-1 |     | 6-2 | 1-1 | 2-1 | 1-0 | 2-1 |
| Oerlikon    | 1-4 | 5-2 | 1-4 | 7-3 | 0-0 | 3-3 | 1-1 |     | 7-2 | 2-7 | 1-3 | 3-1 |
| Sciaffusa   | 4-1 | 3-1 | 6-0 | 1-2 | 2-2 | 1-1 | 1-1 | 1-0 |     | 1-2 | 0-0 | 8-1 |
| Seebach     | 0-0 | 0-2 | 1-0 | 6-0 | 1-2 | 3-3 | 1-1 | 2-3 | 0-0 |     | 0-1 | 0-1 |
| Winterthur  | 0-1 | 1-0 | 4-2 | 6-1 | 0-3 | 1-4 | 1-4 | 0-1 | 2-2 | 0-0 |     | 1-3 |
| Zurigo      | 2-4 | 0-1 | 3-3 | 4-0 | 1-3 | 1-2 | 1-2 | 2-1 | 1-0 | 1-1 | 0-2 |     |

## Play-off per la promozione
|          | Risultato |          | Luogo e data             |  |
| -------- | --------- | -------- | ------------------------ |  |
| Grenchen | 0 - 2     | Lucerna  | Grenchen, 24 maggio 1936 |  |
| Lucerna  | 1 - 1     | Grenchen | Lucerna, 7 giugno 1936   |  |
|          |           |          |                          |  |

## Verdetti finali
- Lucerna é promosso in Lega Nazionale 1936-1937.
- Étoile Carouge, Racing di Losanna e Seebach sono retrocesse in Seconda Lega1936-1937.